# Entomobrya griseoolivata
Entomobrya griseoolivata är en urinsektsart som först beskrevs av Alpheus Spring Packard 1873.  Entomobrya griseoolivata ingår i släktet Entomobrya och familjen brokhoppstjärtar. Inga underarter finns listade i Catalogue of Life.